# La hija de Drácula (película de 1972)
La hija de Drácula (título original en francés: La fille de Dracula, título en portugués: A Filha de Drácula) es una coproducción franco-portuguesa de terror erótico estrenada en 1972, escrita y dirigida por Jesús Franco y protagonizada por Carmen Yazalde, Anne Libert, Alberto Dalbes y Howard Vernon.

## Sinopsis
Una joven llamada Luisa Karsltein visita a su abuela, la baronesa Edith Karlstein, que se encuentra gravemente enferma. En su lecho de muerte y antes de fallecer, la anciana le revela a su nieta que debido a una maldición, toda la familia son vampiros y que su antepasado el Conde Karlstein yace enterrado en la cripta de la mansión. Realmente no está muerto ya que Luisa encuentra vacío el ataúd del conde. Pronto se producirán una serie de extraños asesinatos de mujeres, que serán investigados por el inspector de policía Ptuschko.

## Reparto
- Carmen Yazalde ... Luisa Karlstein
- Anne Libert ... Karine
- Alberto Dalbes ... Inspector Ptuschko
- Daniel White ... Conde Max Karlstein
- Jesús Franco ... Cyril Jefferson
- Howard Vernon	...	Conde Karlstein / Drácula
- Fernando Bilbao ... Charlie
- Carmen Carbonell ...	Baronesa Edith Karlstein
- José Climent ...	Charlie, el periodista
- Conchita Núñez ... Margot
- Eduarda Pimenta ... Dorian
- Yelena Samarina ... Ana Kramer